# Dejan Sarac
Dejan Sarac (* 17. Jänner 1998 in Graz) ist ein österreichischer Fußballspieler.

## Karriere
Sarac begann seine Karriere beim SK Sturm Graz. Im Jänner 2012 wechselte er in die Akademie des FC Admira Wacker Mödling. Zur Saison 2015/16 wechselte er nach Italien in die Jugend von Lazio Rom. Nach drei Jahren bei Lazio verließ er den Verein nach der Saison 2018/19.
Nach einem halben Jahr ohne Verein kehrte er im Jänner 2019 nach Österreich zurück und wechselte zum Zweitligisten SV Lafnitz. Bis Saisonende kam er zu keinem Einsatz für die Steirer. Sein Debüt in der 2. Liga gab er schließlich im September 2019, als er am neunten Spieltag der Saison 2019/20 gegen den FC Wacker Innsbruck in der 87. Minute für David Schloffer eingewechselt wurde. Nach einem Einsatz für Lafnitz verließ er den Verein im Jänner 2020.
Daraufhin wechselte er im Februar 2020 nach Kroatien zum Erstligisten NK Varaždin. Bei Varaždin kam er allerdings nie in der 1. HNL zum Einsatz, elf Partien verfolgte er ohne Einwechslung von der Bank aus. Nach der Saison 2019/20 verließ er die Kroaten wieder. Nach einem halben Jahr ohne Klub kehrte Sarac im Jänner 2021 nach Österreich zurück und schloss sich dem Zweitligisten Kapfenberger SV an. Für die KSV kam er bis Saisonende zu vier Zweitligaeinsätzen, in denen er ein Tor erzielte. Nach der Saison 2020/21 verließ er den Verein wieder.
Nach einem halben Jahr ohne Klub wechselte Sarac im Februar 2022 ein zweites Mal nach Kroatien und schloss sich dem Zweitligisten NK Opatija an. Für Opatija kam er bis Saisonende zu elf Einsätzen in der 2. HNL, aus der er mit dem Team aber abstieg. Daraufhin wechselte er im September 2022 nach Serbien zum Zweitligisten FK Zlatibor Čajetina. Für Zlatibor kam er aber nur einmal in der Prva Liga zum Einsatz. Im Jänner 2023 kehrte Sarac nach Österreich zurück und schloss sich dem drittklassigen Schwarz-Weiß Bregenz an. Für Bregenz kam er fünfmal in der Regionalliga zum Zug, ehe er mit dem Klub zu Saisonende in die 2. Liga aufstieg. Nach dem Aufstieg verließ er Bregenz allerdings nach der Saison 2022/23.
Nach abermals einer Halbsaison ohne Verein wechselte Sarac im Februar 2024 nach Slowenien zum Erstligisten NK Aluminij. Für Aluminij absolvierte er ein Spiel in der 1. SNL, aus der er mit dem Team aber abstieg. Daraufhin verließ er den Verein nach der Saison 2023/24 wieder.